# بلانکنزه
بلانکنزه (به آلمانی: Blankensee) یک شهر در آلمان است که در Neustrelitz-Land واقع شده‌است. بلانکنزه ۱٬۹۰۷ نفر جمعیت دارد.